# Francesc Pijoan
Francesc Pijoan, ardiaca de l'Empordà i canonge de la seu de Girona. Va ésser nomenat President de la Generalitat de Catalunya el 26 de març de 1654. L'elecció s'hauria d'haver fet el juliol de 1653 però la decisió reial de seleccionar als insaculats va provocar un retard en el cicle triennal.
Nascut a les terres de Maçanet de la Selva (Girona), era llicenciat en els dos drets. La seva carrera eclesiàstica començà com a canonge de Lleida i el 9 de març de 1629 passà a ser caònic presbiterial de la catedral. Va ser ardiaca de Besalú el 1645 per traslladar-se amb el mateix càrrec a l'Empordà el 1651.
Al mig d'aquest període, el 18 de febrer de 1647 els francesos el varen desterrar a Sornià (Llenguadoc) degut a les seves simpaties filipistes, cosa que el va posicionar molt bé davant del rei d'Espanya i el va ajudar a ser insaculat com a diputat eclesiàstic.
Va ser vicari ajudant de Bernat de Cardona, a qui va substituir com a ardiaca major de Girona quan aquest va ser nomenat bisbe de Girona el 1656. El 1658 va ser nomenat auditor de la Rota, però no va arribar a ocupar el càrrec, ja que, altre cop, va ser nomenat per a substituir com a bisbe a Bernat de Cardona qui havia mort.
Finalment no va arribar a ocupar el càrrec, ja que va morir el 18 de novembre de 1659.

## Govern de la Generalitat
Al fi de la guerra dels Segadors, amb la rendició de Barcelona les institucions varen quedar subdordinades al rei castellà. Felip IV de Castella va confirmar les constitucions i els privilegis anteriors reservant-se el dret de triar les persones que ocuparien els càrrecs de President i Conseller en Cap.
En aquest context, Francesc Pijoan que havia mantingut el seu suport al rei Felip és el perfil de diputats del nou període post-bèl·lic. Va mantenir una bona relació amb el virrei i fill natural del rei, Joan Josep d'Àustria qui havia estat nomenat el 15 de febrer de 1653. Però el difícil equilibri entre acabar la guerra amb els francesos i mantenir les constitucions varen crear un clima fred entre diputats i el virrei des de la constitució de la nova diputació i fins a març de 1656 que Joan Josep d'Àustria va marxar a Flandes.